# Parambu (ort)
Parambu är en ort i Brasilien.   Den ligger i kommunen Parambu och delstaten Ceará, i den östra delen av landet, 1 300 km nordost om huvudstaden Brasília. Parambu ligger 478 meter över havet och antalet invånare är 14 656.
Terrängen runt Parambu är huvudsakligen platt. Parambu ligger nere i en dal. Det finns inga andra samhällen i närheten.
Omgivningarna runt Parambu är huvudsakligen savann. Runt Parambu är det ganska glesbefolkat, med 38 invånare per kvadratkilometer.